# Adagoor, Gubbi
Adagoor là một làng thuộc tehsil Gubbi, huyện Tumkur, bang Karnataka, Ấn Độ.